# 春風亭鯉づむ
春風亭 鯉づむ（しゅんぷうてい りづむ、1974年5月15日 - ）は、落語家。落語芸術協会所属の真打。出囃子は「サンライズ」。本名：高橋 倫玲。

## 経歴
1974年5月、新潟県長岡市出身。新潟県立長岡高等学校、桐朋学園大学短期大学部芸術科演劇専攻を卒業する。
2010年11月、36才で瀧川鯉昇に入門。前座となり「瀧川鯉津」。2014年11月、二ツ目に昇進した。
2025年5月1日、瀧川鯉丸、立川幸之進と共に真打に昇進し、「春風亭 鯉づむ」に改名した。

## 人物
「笑点」シリーズの春風亭昇太担当の放送作家をしていた。
同じ落語芸術協会に所属する二つ目10人（他のメンバーは、春風亭昇吾、桂竹千代、昔昔亭喜太郎、瀧川鯉白、三遊亭遊子、桂鷹治、古今亭今いち、立川幸之進、笑福亭希光）で「芸協カデンツァ」というユニットを組み、リーダーである。実質的に「成金」の後継にあたる。
趣味はプロレス鑑賞。出囃子にグレート・ムタの入場テーマ曲を使う際には、本人に許可を得た。真打昇進とともに出囃子を『SUNRISE（サンライズ）』（スペクトラム演奏、スタン・ハンセンの入場テーマ曲）に変更している。

## 芸歴
- 2010年11月 - 瀧川鯉昇に入門[1]、前座名「瀧川鯉津」。
- 2014年11月 - 二ツ目昇進[1]。
- 2025年5月 - 真打昇進、「春風亭鯉づむ」に改名。

## 出囃子
1. グレートムタのテーマ （瀧川鯉津）
2. サンライズ（スタン・ハンセンのテーマ） （春風亭鯉づむ）

## 出演

### ラジオ
- 瀧川鯉津のらくごられ～（FMながおか、土曜日）[8]
- 春風亭鯉づむのらくごられ～（FMながおか、金曜日）[9]